# Инжичишхо
Инжичишхо́ (кабард.-черк. Инджыджышхуэ) — аул в Хабезском районе Карачаево-Черкесской Республики.
Образует муниципальное образование «Инжичишховское сельское поселение», как единственный населённый пункт в его составе.

## География
Аул расположен в западной части Хабезского района, на правом берегу реки Большой Зеленчук. Находится в 20 км к северо-западу от районного центра Хабез и в 33 км к юго-западу от города Черкесск.
Площадь территории сельского поселения составляет — 23,17 км².
Граничит с землями населённых пунктов: Бесленей на западе, Зеюко на востоке, Фроловский на юге и с хутором Удобно-Зеленчукский на западе.
Населённый пункт расположен в предгорной зоне республики. Рельеф местности представляет собой сильно расчленённую местность с широкой нагорной террасой. Средние высоты на территории сельского поселения составляют 627 метров над уровнем моря. Абсолютные достигают высот в 900 метров.
Гидрографическая сеть представлена бассейном реки Большой Зеленчук. В районе аула в него впадают правые притоки — Батоко и Псысако. К северу от аула расположен искусственный водоём.
Климат умеренный. Средняя годовая температура воздуха составляет + 9°С. Наиболее холодный месяц — январь (среднемесячная температура — 5°С), а наиболее тёплый — июль (+ 22°С). Заморозки начинаются в начале декабря и заканчиваются в начале апреля. Среднее количество осадков в год составляет около 700 мм в год. Основная их часть приходится на период с апреля по июнь.

## История
Аул основан в 1835 году переселенцами с верховьев реки Кяфар (приток реки Большой Зеленчук), под предводительством дворян Береслановых. До этого аул переселенцев располагался в районе современной станицы Сторожевая. В честь своих предводителей, основанный на новом месте аул был назван Береслановским (кабард.-черк. Берыслъэней).
В 1929 году постановлением Президиума ВЦИК аул Береслановский был переименован в Инжичишко. Данное название является гидронимом и в переводе с кабардино-черкесского языка означает «Большой Зеленчук».

## Население
| 2002  | 2010  | 2012  | 2013  | 2014  | 2015  | 2016  |
| ----- | ----- | ----- | ----- | ----- | ----- | ----- |
| 1146  | ↗1228 | ↗1240 | ↘1233 | ↘1217 | ↘1212 | ↗1219 |
| 2017  | 2018  | 2019  | 2020  | 2021  | 2023  | 2024  |
| ↘1213 | ↘1212 | ↘1193 | ↘1173 | ↗1259 | ↗1262 | ↘1249 |
| 2025  |       |       |       |       |       |       |
| ↘1242 |       |       |       |       |       |       |

Плотность — 53.6 чел./км².
Национальный состав
По данным Всероссийской переписи населения 2010 года:
| Народ   | Численность, чел. | Доля от всего населения, % |
| ------- | ----------------- | -------------------------- |
| черкесы | 1213              | 98,8 %                     |
| другие  | 15                | 1,2 %                      |
| всего   | 1228              | 100 %                      |

## Образование
- Средняя общеобразовательная школа № 1 — ул. С. Дерева, 47.
- Начальная школа Детский сад «Анюта» — ул. С. Дерева, 41.

## Здравоохранение
- Участковая больница — ул. С. Дерева, 43.

## Культура
- Дом культуры

Общественно-политические организации:
- Адыгэ Хасэ
- Совет ветеранов труда и войны

## Ислам
- Аульская мечеть — ул. С. Дерева, 1.

## Экономика
Основу экономики сельского поселения составляют частное и арендное земледелие. Наиболее развитыми отраслями являются производство технических и злаковых культур.

## Улицы
| Кабардинская |
| Набережная   |
| Новая        |
| Мижевой      |
| Пионерская   |

| Победы    |
| Подгорная |
| Пушкина   |
| Речная    |
| С. Дерева |

| Свободы    |
| Северная   |
| Хаунежевой |
| Черкесская |
| Школьная   |